# Élections parlementaires de 2017 en Australie-Occidentale
Les élections législatives de 2017 en Australie-Occidentale ont lieu le 11 mars 2017 afin de renouveler les 59 sièges de l'Assemblée législative et les 36 sièges du Conseil législatif de cet État australien.
Le scrutin donne lieu à une alternance politique, le Parti travailliste mené par Mark McGowan décrochant la majorité absolue des sièges à l'assemblée et une majorité relative au conseil, au détriment du parti libéral de Colin Barnett. McGowan remplace par conséquent ce dernier au poste de Premier ministre.

## Contexte
Les élections de 2013 voient la victoire du Parti libéral, au pouvoir depuis 2008 à la tête d'un gouvernement de coalition avec le Parti national et trois élus indépendants. Fort de leur victoire sur le Parti travailliste et les autres partis en lice, les libéraux décrochent cette fois ci une majorité absolue des sièges qui permet au Premier ministre libéral Colin Barnett de former un gouvernement majoritaire.

## Système électoral

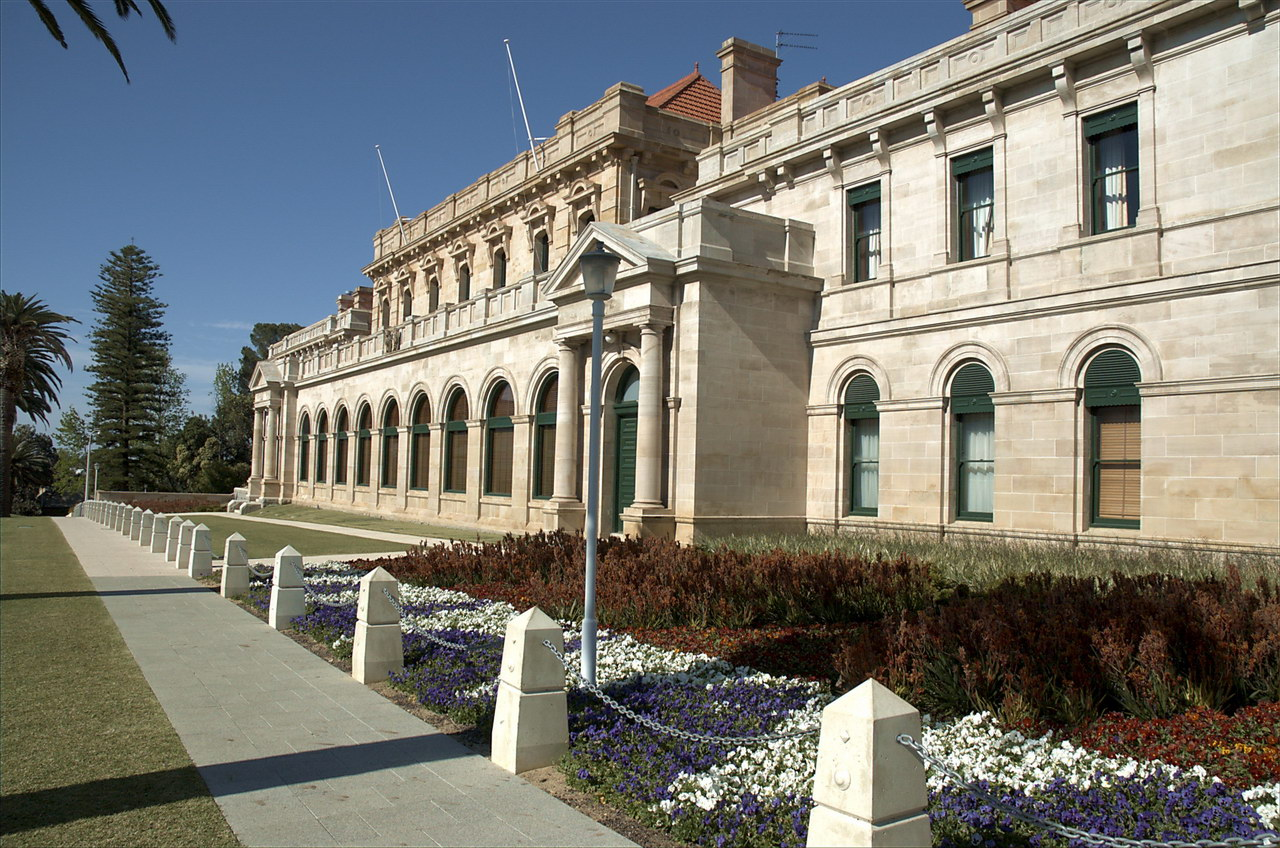
Bâtiment du parlement à Perth.

L'Australie occidentale est dotée d'un parlement bicaméral composée d'une chambre basse, l'Assemblée législative, et d'une chambre haute, le Conseil législatif. Toutes deux sont renouvelées intégralement mais selon des modes de scrutin différents. Depuis une réforme de la loi électorale entreprise en novembre 2011, les élections sont fixées tous les quatre ans au second samedi du mois de mars.

### Assemblée législative
L'assemblée est dotée de 59 sièges pourvus pour quatre ans au vote à second tour instantané dans autant de circonscriptions électorales. Le vote y est utilisé sous sa forme intégrale : les électeurs classent l'intégralité des candidats par ordre de préférences en écrivant un chiffre à côté de chacun de leurs noms sur le bulletin de vote, 1 étant la première préférence. Au moment du dépouillement, les premières préférences sont d'abord comptées puis, si aucun candidat n'a réuni plus de la moitié des suffrages dans la circonscription, le candidat arrivé dernier est éliminé et ses secondes préférences attribuées aux candidats restants. L'opération est renouvelée jusqu'à ce qu'un candidat atteigne la majorité absolue. Les bulletins de vote doivent obligatoirement comporter un classement de l'ensemble des candidats. À défaut, ils sont considérés comme nuls.

### Conseil législatif
Le conseil est doté de 36 sièges pourvus pour quatre ans à l'aide d'une forme modifiée du scrutin à vote unique transférable dans six circonscriptions électorales de six sièges chacune. Dans ce mode de scrutin, à finalité proportionnelle, les électeurs classent au moins autant de candidats que de sièges à pourvoir par ordre de préférences en écrivant un chiffre à côté de chacun de leurs noms sur le bulletin de vote, 1 étant la première préférence,.
Dans la pratique, les candidats sont regroupés sur le bulletin de vote par partis, et les électeurs peuvent librement sélectionner l'ensemble des candidats de ce parti ou en sélectionner des candidats de partis différents. Les électeurs ont cependant la possibilité de voter directement pour le parti de leur choix en cochant une seule case, auquel cas l'ensemble de leurs préférences sont attribuées aux candidats présentés par le parti dans l'ordre proposé par ce dernier. Les partis ne sont pas contraints de présenter autant de candidats que de sièges à pourvoir, et dans le cas de petit partis ils tendent à en présenter un nombre restreint afin de limiter la dispersion des voix de leurs électeurs.
Au moment du dépouillement, il est d'abord établi le quota de voix à atteindre par un candidat pour obtenir un siège en divisant le nombre de votes valides plus un par le nombre de sièges à pourvoir plus un. Les premières préférences sont d'abord comptées et le ou les candidats ayant directement atteint le quota sont élus. Pour chaque candidat élu, les secondes préférences de ces électeurs sont ajoutées au total des voix des candidats restants, permettant éventuellement à ces derniers d'atteindre à leur tour le quota. Si aucun candidat n'a atteint le quota dans la circonscription, ou qu'il reste des sièges à pourvoir après attribution des secondes préférences, le candidat arrivé dernier est éliminé et ses secondes préférences attribuées aux candidats restants. Si un candidat est élu ou éliminé et que ses secondes préférences vont à un candidat lui-même déjà élu ou éliminé, les préférences suivantes sont utilisées, et ainsi de suite. L'opération est renouvelée jusqu'à ce qu'autant de candidats que de sièges à pourvoir atteignent le quota.

## Forces en présences
| Parti Nom en anglais | Parti Nom en anglais                                              | Idéologie                                                                  | Chef de file   | Résultats en 2013           | Résultats en 2013               |
| Parti Nom en anglais | Parti Nom en anglais                                              | Idéologie                                                                  | Chef de file   | Assemblée                   | Conseil                         |
| -------------------- | ----------------------------------------------------------------- | -------------------------------------------------------------------------- | -------------- | --------------------------- | ------------------------------- |
|                      | Parti libéral Liberal Party                                       | Centre droit Libéral-conservatisme, libéralisme économique                 | Colin Barnett  | 47,10 % des voix 31 députés | 47,62 % des voix 17 conseillers |
|                      | Parti travailliste Labor Party                                    | Centre gauche Social-démocratie, progressisme                              | Mark McGowan   | 33,13 % des voix 21 députés | 32,51 % des voix 11 conseillers |
|                      | Parti national National Party                                     | Centre droit Agrarisme, conservatisme                                      | Brendon Grylls | 6,05 % des voix 7 députés   | 4,88 % des voix 5 conseillers   |
|                      | Verts Australian Greens                                           | Gauche Écologie politique                                                  | N/a            | 8,39 % des voix 0 députés   | 8,21 % des voix 2 conseillers   |
|                      | Chasseurs, pêcheurs et agriculteurs Shooters, Fishers and Farmers | Droite Agrarisme, conservatisme vert, pro-port d'armes                     | Robert Borsak  | Nouveau                     | 1,78 % des voix 1 conseiller    |
|                      | Une nation de Pauline Hanson Pauline Hanson's One Nation          | Droite à extrême droite Nationalisme, populisme de droite, protectionnisme | Pauline Hanson | Nouveau                     | Nouveau                         |

## Résultats

### Assemblée
|                           |                                     |           |       |       |        |               |  |  |  |
| Partis                    | Partis                              | Voix      | %     | +/-   | Sièges | +/-           |  |  |  |
|                           | Parti travailliste                  | 557 794   | 42,20 | 9,07  | 41     | 10            |  |  |  |
|                           | Parti libéral                       | 412 710   | 31,23 | 15,88 | 13     | 8             |  |  |  |
|                           | Verts                               | 117 723   | 8,91  | 0,51  | 0      | en stagnation |  |  |  |
|                           | Parti national                      | 71 313    | 5,40  | 0,66  | 5      | 2             |  |  |  |
|                           | Une nation de Pauline Hanson        | 65 192    | 4,93  | Nv    | 0      | en stagnation |  |  |  |
|                           | Chrétiens                           | 27 724    | 2,10  | 0,29  | 0      | en stagnation |  |  |  |
|                           | Chasseurs, pêcheurs et agriculteurs | 17 317    | 1,31  | Nv    | 0      | en stagnation |  |  |  |
|                           | Autres partis                       | 27 540    | 2,09  | -     | 0      | en stagnation |  |  |  |
|                           | Indépendants                        | 24 327    | 1,84  | 1,07  | 0      | en stagnation |  |  |  |
|                           |                                     |           |       |       |        |               |  |  |  |
| Votes valides             | Votes valides                       | 1 321 640 | 95,46 |       |        |               |  |  |  |
| Votes blancs et invalides | Votes blancs et invalides           | 62 860    | 4,54  |       |        |               |  |  |  |
| Total                     | Total                               | 1 384 500 | 100   | -     | 59     | en stagnation |  |  |  |
| Abstentions               | Abstentions                         | 208 722   | 13,10 |       |        |               |  |  |  |
| Inscrits / participation  | Inscrits / participation            | 1 593 222 | 86,90 |       |        |               |  |  |  |

### Conseil
|                           |                                     |           |       |       |        |               |  |  |  |
| Partis                    | Partis                              | Voix      | %     | +/-   | Sièges | +/-           |  |  |  |
|                           | Parti travailliste                  | 544 938   | 40,41 | 7,90  | 14     | 3             |  |  |  |
|                           | Parti libéral                       | 360 235   | 26,71 | 20,91 | 9      | 8             |  |  |  |
|                           | Verts                               | 116 041   | 8,60  | 0,39  | 4      | 2             |  |  |  |
|                           | Une nation de Pauline Hanson        | 110 480   | 8,19  | Nv    | 3      | 3             |  |  |  |
|                           | Parti national                      | 59 776    | 4,43  | 0,45  | 4      | 1             |  |  |  |
|                           | Chasseurs, pêcheurs et agriculteurs | 31 294    | 2,37  | 0,59  | 1      | en stagnation |  |  |  |
|                           | Chrétiens                           | 26 209    | 1,94  | 0,01  | 0      | en stagnation |  |  |  |
|                           | Libéraux démocrates                 | 23 848    | 1,77  | Nv    | 1      | 1             |  |  |  |
|                           | Autres partis                       | 59 708    | 4,42  | -     | 0      | en stagnation |  |  |  |
|                           | Indépendants                        | 15 516    | 1,15  | 0,53  | 0      | en stagnation |  |  |  |
|                           |                                     |           |       |       |        |               |  |  |  |
| Votes valides             | Votes valides                       | 1 348 675 | 97,30 |       |        |               |  |  |  |
| Votes blancs et invalides | Votes blancs et invalides           | 37 480    | 2,70  |       |        |               |  |  |  |
| Total                     | Total                               | 1 386 155 | 100   | -     | 36     | en stagnation |  |  |  |
| Abstentions               | Abstentions                         | 207 067   | 13,00 |       |        |               |  |  |  |
| Inscrits / participation  | Inscrits / participation            | 1 593 222 | 87,00 |       |        |               |  |  |  |

## Conséquences
Le scrutin donne lieu à une alternance politique avec la victoire du Parti travailliste, qui remporte une large majorité des sièges à l'assemblée. Son dirigeant Mark McGowan McGowan remplace le libéral Colin Barnett au poste de Premier ministre le 17 mars. N'ayant remportée qu'une majorité relative au conseil, le gouvernement est cependant en partie minoritaire, tributaire d'autres partis pour voter certaines lois aux deux chambres.